# Gell-Mann-mátrixok
A Murray Gell-Mannról elnevezett Gell-Mann-mátrixok az SU(3) csoport generátorai {\displaystyle 3\times 3}-as mátrixok között. A nyolc mátrix a következőképp van definiálva:
| {\displaystyle \lambda _{1}={\begin{pmatrix}0&1&0\\1&0&0\\0&0&0\end{pmatrix}}}  | {\displaystyle \lambda _{2}={\begin{pmatrix}0&-i&0\\i&0&0\\0&0&0\end{pmatrix}}}                       | {\displaystyle \lambda _{3}={\begin{pmatrix}1&0&0\\0&-1&0\\0&0&0\end{pmatrix}}} |
| {\displaystyle \lambda _{4}={\begin{pmatrix}0&0&1\\0&0&0\\1&0&0\end{pmatrix}}}  | {\displaystyle \lambda _{5}={\begin{pmatrix}0&0&-i\\0&0&0\\i&0&0\end{pmatrix}}}                       | {\displaystyle \lambda _{6}={\begin{pmatrix}0&0&0\\0&0&1\\0&1&0\end{pmatrix}}}  |
| {\displaystyle \lambda _{7}={\begin{pmatrix}0&0&0\\0&0&-i\\0&i&0\end{pmatrix}}} | {\displaystyle \lambda _{8}={\frac {1}{\sqrt {3}}}{\begin{pmatrix}1&0&0\\0&1&0\\0&0&-2\end{pmatrix}}} |                                                                                 |
A Gell-Mann-mátrixok nyoma nulla, hermitikusak és páronként ortogonálisak:
{\displaystyle \mathrm {Tr} (\lambda _{k}\lambda _{l})=2\delta _{kl}.}
A Gell-Mann-mátrixok felfoghatók a Pauli-mátrixok általánosításaként. Érdemes észrevenni, hogy {\displaystyle \lambda _{1},\lambda _{2},...,\lambda _{7}} valójában {\displaystyle 2\times 2}-es Pauli-mátrixok plusz egy nullákból álló sor és oszlop.
Így ezeknek a mátrixoknak a sajátértékei a -1, a 0 és az 1. {\displaystyle \lambda _{8}} sajátértékei ezzel szemben az {\displaystyle {\frac {1}{\sqrt {3}}}} és a {\displaystyle {\frac {-2}{\sqrt {3}}}}. Továbbá, {\displaystyle \lambda _{3}} and {\displaystyle \lambda _{8}} mindketten diagonálisak, és
{\displaystyle \lambda _{3}^{2}+\lambda _{8}^{2}={\frac {4}{3}}I_{3}}
ahol {\displaystyle I_{3}} a {\displaystyle 3\times 3}-as egységmátrix. Érdekes még, hogy
{\displaystyle \lambda _{1}^{2}+\lambda _{2}^{2}+\lambda _{3}^{2}+\lambda _{4}^{2}+\lambda _{5}^{2}+\lambda _{6}^{2}+\lambda _{7}^{2}+\lambda _{8}^{2}={\frac {16}{3}}I_{3}.}
A Gell-Mann-mátrixokat a kvarkok leírásánál és a kvantum-színdinamikában használják.